# Rifle (Colorado)
Rifle es una ciudad ubicada en el condado de Garfield en el estado estadounidense de Colorado. En el año 2010 tenía una población de 9172 habitantes y una densidad poblacional de 818 personas por km².

## Geografía
Rifle se encuentra ubicada en las coordenadas 39°32′13″N 107°46′58″O / 39.53694, -107.78278.

## Clima
| Parámetros climáticos promedio de Rifle en el periodo 1910-2007                                                  | Parámetros climáticos promedio de Rifle en el periodo 1910-2007 | Parámetros climáticos promedio de Rifle en el periodo 1910-2007 | Parámetros climáticos promedio de Rifle en el periodo 1910-2007 | Parámetros climáticos promedio de Rifle en el periodo 1910-2007 | Parámetros climáticos promedio de Rifle en el periodo 1910-2007 | Parámetros climáticos promedio de Rifle en el periodo 1910-2007 | Parámetros climáticos promedio de Rifle en el periodo 1910-2007 | Parámetros climáticos promedio de Rifle en el periodo 1910-2007 | Parámetros climáticos promedio de Rifle en el periodo 1910-2007 | Parámetros climáticos promedio de Rifle en el periodo 1910-2007 | Parámetros climáticos promedio de Rifle en el periodo 1910-2007 | Parámetros climáticos promedio de Rifle en el periodo 1910-2007 | Parámetros climáticos promedio de Rifle en el periodo 1910-2007 |
| Mes | Ene.                                                            | Feb.                                                            | Mar.                                                            | Abr.                                                            | May.                                                            | Jun.                                                            | Jul.                                                            | Ago.                                                            | Sep.                                                            | Oct.                                                            | Nov.                                                            | Dic.                                                            | Anual                                                           |
| --- | --------------------------------------------------------------- | --------------------------------------------------------------- | --------------------------------------------------------------- | --------------------------------------------------------------- | --------------------------------------------------------------- | --------------------------------------------------------------- | --------------------------------------------------------------- | --------------------------------------------------------------- | --------------------------------------------------------------- | --------------------------------------------------------------- | --------------------------------------------------------------- | --------------------------------------------------------------- | --------------------------------------------------------------- |
| Temp. máx. media (°C)                                                                                            | 2.7                                                             | 6.6                                                             | 12.1                                                            | 17.9                                                            | 23.3                                                            | 28.9                                                            | 32.3                                                            | 30.9                                                            | 26.3                                                            | 19.6                                                            | 10.8                                                            | 4.1                                                             | 17.9                                                            |
| Temp. mín. media (°C)                                                                                            | -12.6                                                           | -8.5                                                            | -4.3                                                            | -0.3                                                            | 3.7                                                             | 7.3                                                             | 11.2                                                            | 10.2                                                            | 5.3                                                             | -0.5                                                            | -6.0                                                            | -10.9                                                           | -0.4                                                            |
| Precipitación total (mm)                                                                                         | 21.8                                                            | 19.6                                                            | 23.9                                                            | 25.7                                                            | 25.4                                                            | 18.5                                                            | 26.2                                                            | 29.0                                                            | 29.0                                                            | 30.2                                                            | 22.4                                                            | 23.6                                                            | 294.9                                                           |
| Fuente: Datos de Western Regional Climate Center para Rifle en el periodo 1910-2007 (en) 18 de noviembre de 2012 |                                                                 |                                                                 |                                                                 |                                                                 |                                                                 |                                                                 |                                                                 |                                                                 |                                                                 |                                                                 |                                                                 |                                                                 |                                                                 |

## Demografía
Según la Oficina del Censo en 2000 los ingresos medios por hogar en la localidad eran de $42,734, y los ingresos medios por familia eran $48,714. Los hombres tenían unos ingresos medios de $36,517 frente a los $25,527 para las mujeres. La renta per cápita para la localidad era de $17,376. Alrededor del 6.4% de la población estaba por debajo del umbral de pobreza.
| Gráfica de evolución demográfica de Rifle entre 1900 y 2010           |
|                                                                       |
| Población según los censos decadales del United States Census Bureau. |

## Transporte
La ciudad cuenta con el aeropuerto regional del condado de Garfield. El servicio de autobús estatal Bustang conecta Rifle con Grand Junction y Denver. La ciudad también cuenta con la línea Union Pacific/Rio Grande entre Denver y Ogden.